# Johan Tobias Sergel
Johan Tobias Sergel (Stoccolma, 7 settembre 1740 – Stoccolma, 26 febbraio 1814) è stato uno scultore svedese.

## Biografia

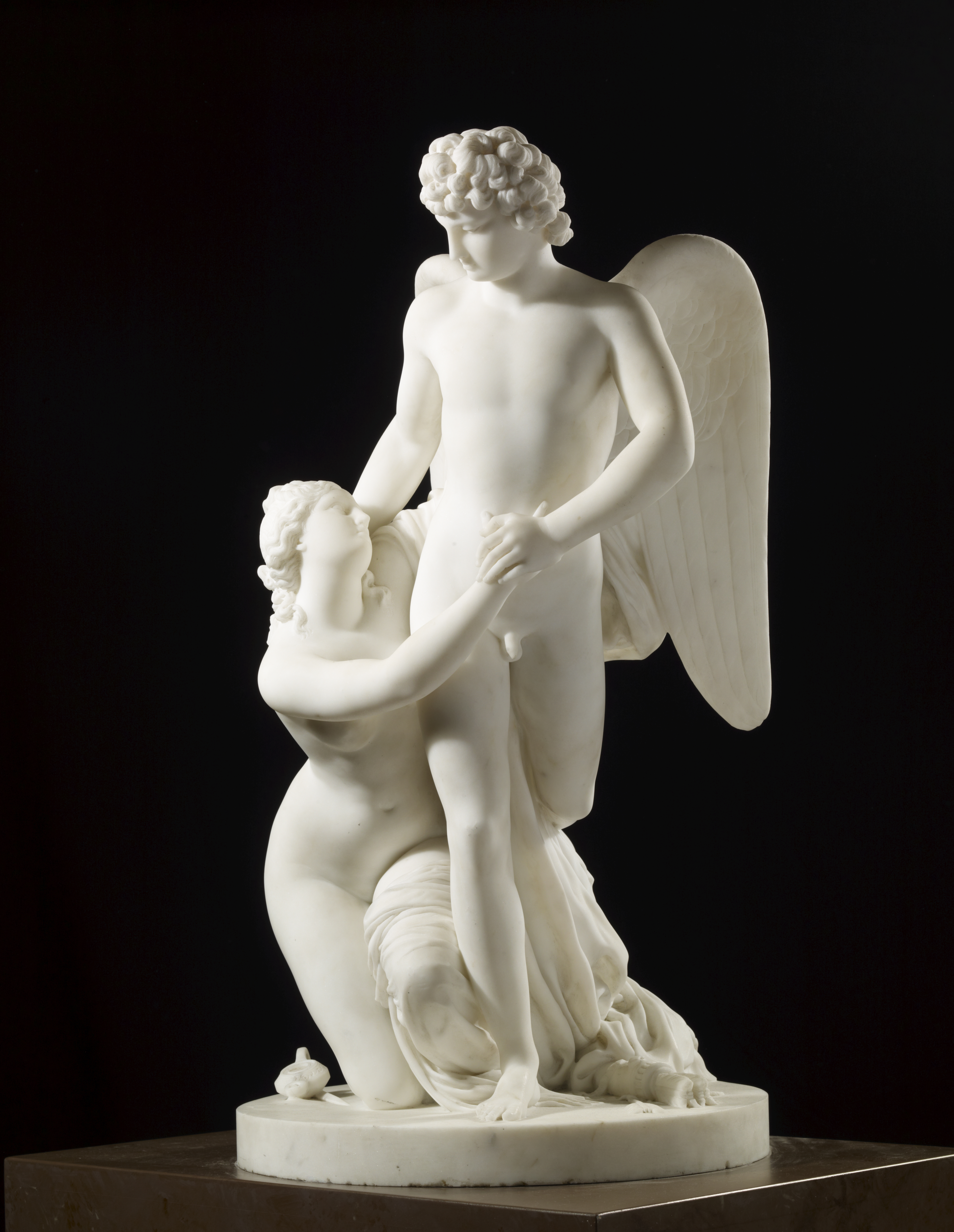
Amore e Psiche, 1789

Figlio di Elisabeth Zwirner e Kristofer Sergell, un emigrato di origine tedesca, e fratello di Anna Brita Sergel.
Dopo aver completato gli studi a Parigi, trascorse un lungo periodo in Italia, in particolare a Roma, fra il 1763 e il 1774. Fu attivo a Firenze tra il 1783 e il 1784. In quel periodo si dedicò alla scultura di figure mitologiche, divenne amico di Jakob Philipp Hackert e Johann Heinrich Füssli. Tornò a Stoccolma nel 1779 e continuò a produrre altre opere.  Nel 1780 divenne docente presso l'Accademia Reale Svedese delle Arti (Kungliga Akademien för de fria konsterna) e Primo scultore di Corte a Stoccolma.
Nel corso della sua vita fu afflitto da crisi depressive che si manifestarono in particolare sia "al suo arrivo a Roma nel 1767", sia nel 1795, quando una "seconda crisi molto più grave" venne accentuata "dalla tragica morte di Gustavo III, da lui molto amato, e poi dalla perdita della sua compagna Anna Rella". Due serie di disegni, "eseguiti durante e dopo la crisi, evocano con straordinaria lucidità gli incubi, le angosce, i pensieri tetri, le ansie suicide dell'artista".
Ebbe una relazione con l'attrice Fredrique Löwen. Viaggiò anche a Copenaghen. Alla sua morte il corpo venne sepolto nel cimitero di Adolf Fredrik a Stoccolma.

## Alcune opere
- Tomba per Gustav Vasa
- Statua di Gustavo III di Svezia
- Amore e Psiche

## Onorificenze
- Ordine di Vasa